# Coelorachis rugosa
Coelorachis rugosa är en gräsart som först beskrevs av Thomas Nuttall, och fick sitt nu gällande namn av George Valentine Nash. Coelorachis rugosa ingår i släktet Coelorachis, och familjen gräs. Inga underarter finns listade i Catalogue of Life.